# Wielomian minimalny
Wielomian minimalny macierzy kwadratowej {\displaystyle A} – wielomian anulujący {\displaystyle \psi (\lambda )} tej macierzy, tzn. {\displaystyle \psi (A)=0} stopnia najniższego względem {\displaystyle \lambda } o współczynniku jeden przy najwyższej potędze {\displaystyle \lambda .}
Równoważnie, dla przekształcenia liniowego {\displaystyle f} zadanego daną macierzą, jest to taki wielomian {\displaystyle \psi (\lambda ),} że {\displaystyle \psi (f)} (interpretując {\displaystyle f^{n}} jako przekształcenie {\displaystyle f} złożone ze sobą {\displaystyle n} razy) przekształca każdy wektor na wektor zerowy, a wielomian {\displaystyle \psi } jest najniższego możliwego stopnia i ma współczynnik 1 przy najwyższej potędze {\displaystyle \lambda .}
Należy wiedzieć, że istnieje tylko jeden wielomian minimalny macierzy kwadratowej {\displaystyle A.}
Wielomian minimalny {\displaystyle \psi (\lambda )} macierzy {\displaystyle A} jest związany z wielomianem charakterystycznym {\displaystyle \varphi (\lambda )} następującą zależnością:
{\displaystyle \psi (\lambda )={\frac {\varphi (\lambda )}{D_{n-1}(\lambda )}},}
przy czym {\displaystyle D_{n-1}(\lambda )} jest największym wspólnym dzielnikiem wszystkich elementów macierzy dołączonej
{\displaystyle [\lambda E-A]^{D},} gdzie {\displaystyle E} jest macierzą jednostkową o tym samym wymiarze co macierz {\displaystyle A.}
Powyższa zależność jest przydatna przy wyznaczaniu wielomianu minimalnego.

## Algorytm wyznaczania
Algorytm wyznaczania wielomianu minimalnego {\displaystyle \psi (\lambda )} macierzy {\displaystyle A{:}}
1. Wyznaczamy wielomian charakterystyczny {\displaystyle \varphi (\lambda )} macierzy {\displaystyle A.}
2. Wyznaczamy macierz dołączoną {\displaystyle [\lambda E-A]^{D}} macierzy {\displaystyle A.}
3. Znajdujemy {\displaystyle D_{n-1}(\lambda )} będący największym wspólnym dzielnikiem elementów macierzy dołączonej {\displaystyle [\lambda E-A]^{D}.}
4. Korzystając z wzoru {\displaystyle \psi (\lambda )={\frac {\varphi (\lambda )}{D_{n-1}(\lambda )}}} wyznaczamy szukany wielomian minimalny macierzy {\displaystyle A.}

## Przykład
Wyznaczmy wielomian minimalny macierzy:
{\displaystyle A=\left({\begin{matrix}1&0&0\\0&1&1\\0&0&1\end{matrix}}\right).}
Wyznaczamy najpierw wielomian charakterystyczny macierzy {\displaystyle A{:}}
{\displaystyle \varphi (\lambda )=\left|{\begin{matrix}\lambda -1&0&0\\0&\lambda -1&-1\\0&0&\lambda -1\end{matrix}}\right|=(\lambda -1)^{3}.}
Następnie obliczamy macierz dołączoną {\displaystyle [\lambda E-A]^{D}} macierzy {\displaystyle A,} więc wyznaczamy dopełnienia algebraiczne elementów macierzy {\displaystyle A{:}}
{\displaystyle D_{11}=\left|{\begin{matrix}\lambda -1&-1\\0&\lambda -1\end{matrix}}\right|=(\lambda -1)^{2},\quad D_{12}=-\left|{\begin{matrix}0&-1\\0&\lambda -1\end{matrix}}\right|=0,\quad D_{13}=\left|{\begin{matrix}0&\lambda -1\\0&0\end{matrix}}\right|=0,}
{\displaystyle D_{21}=-\left|{\begin{matrix}0&0\\0&\lambda -1\end{matrix}}\right|=0,\quad D_{22}=\left|{\begin{matrix}\lambda -1&0\\0&\lambda -1\end{matrix}}\right|=(\lambda -1)^{2},\quad D_{23}=-\left|{\begin{matrix}\lambda -1&0\\0&0\end{matrix}}\right|=0,}
{\displaystyle D_{31}=\left|{\begin{matrix}0&0\\\lambda -1&-1\end{matrix}}\right|=0,\quad D_{32}=-\left|{\begin{matrix}\lambda -1&0\\0&-1\end{matrix}}\right|=\lambda -1,\quad D_{33}=\left|{\begin{matrix}\lambda -1&0\\0&\lambda -1\end{matrix}}\right|=(\lambda -1)^{2}.}
Aby więc otrzymać macierz dołączoną, należy zastąpić elementy danej macierzy przez ich dopełnienia algebraiczne i dokonać transpozycji. Ostatecznie macierz dołączona {\displaystyle [\lambda E-A]^{D}} podanej macierzy {\displaystyle A} ma postać:
{\displaystyle [\lambda E-A]^{D}=\left({\begin{matrix}(\lambda -1)^{2}&0&0\\0&(\lambda -1)^{2}&0\\0&\lambda -1&(\lambda -1)^{2}\end{matrix}}\right).}
Wszystkie elementy macierzy dołączonej są podzielne przez {\displaystyle \lambda -1} zatem ze wzoru:
{\displaystyle \psi (\lambda )={\frac {\varphi (\lambda )}{D_{n-1}(\lambda )}}}
otrzymujemy, że szukany wielomian minimalny zadanej macierzy {\displaystyle A} ma postać: {\displaystyle \psi (\lambda )=(\lambda -1)^{2}.}